# コフィリン
コフィリン (cofilin) とはアクチンフィラメントの分解に関与する脱重合タンパク質である。
ADPを結合したサブユニットに、二つのアクチン分子を架橋するように結合し、フィラメントのねじれを変化させる。これにより－端が不安定になり、フィラメントが断片化することで脱重合が促進される。
コフィリンの活性はリン酸化-脱リン酸化に依存し、ホスファチジルイノシトール 4,5−ビスリン酸と結合すると、マイクロフィラメントを分解する活性が抑制される。
力学的制御も重要であり、アクチン線維が引っぱられるとコフィリンが結合しにくくなり、さらに、線維の回転力もコフィリンの結合に影響を与える。フォルミンによる重合やミオシンとの相互作用により発生する回転力は、コフィリンの結合を阻害する方向に働く。